# Ibn Yunus
Ibn Yunus, voluit Abu Hasan Ali ibn abi Sa'id Abd al-Rahman ibn Ahmed ibn Yunus al-Sadafi al-Misri (Fustat, circa 951 – Caïro, 1009) was een belangrijk Egyptische astronoom.
Hij had een goed uitgerust observatorium waar hij degelijke sterrencatalogi kon samenstellen, de zogenoemde Hakemite-tabellen (al-zij al-kabir al-Hakimi). Ze bevatten observaties van eclipsen en conjuncties. Hij droeg ook bij aan de trigonometrie. Zijn observatorium was een deel van de Zaal der Wijsheid (Dar al-hikma), opgericht te Caïro onder de Fatimiden. Dit instituut was in gebruik vanaf 1005 tot 1171 (einde van de Fatimiden) en kan gezien worden als de tweede moslimacademie van de wetenschappen (de eerste werd gesticht onder al-Ma'mun in Bagdad, twee eeuwen vroeger).
- Gemeinsame Normdatei: 102535973
- International Standard Name Identifier: 0000 0000 6902 5493
- Library of Congress Control Number: nr00032427
- Nationale Bibliotheek van Israël: 987007385394705171
- Système universitaire de documentation: 101449380
- Virtual International Authority File: 95367985